# Apothekergasse (Esslingen am Neckar)

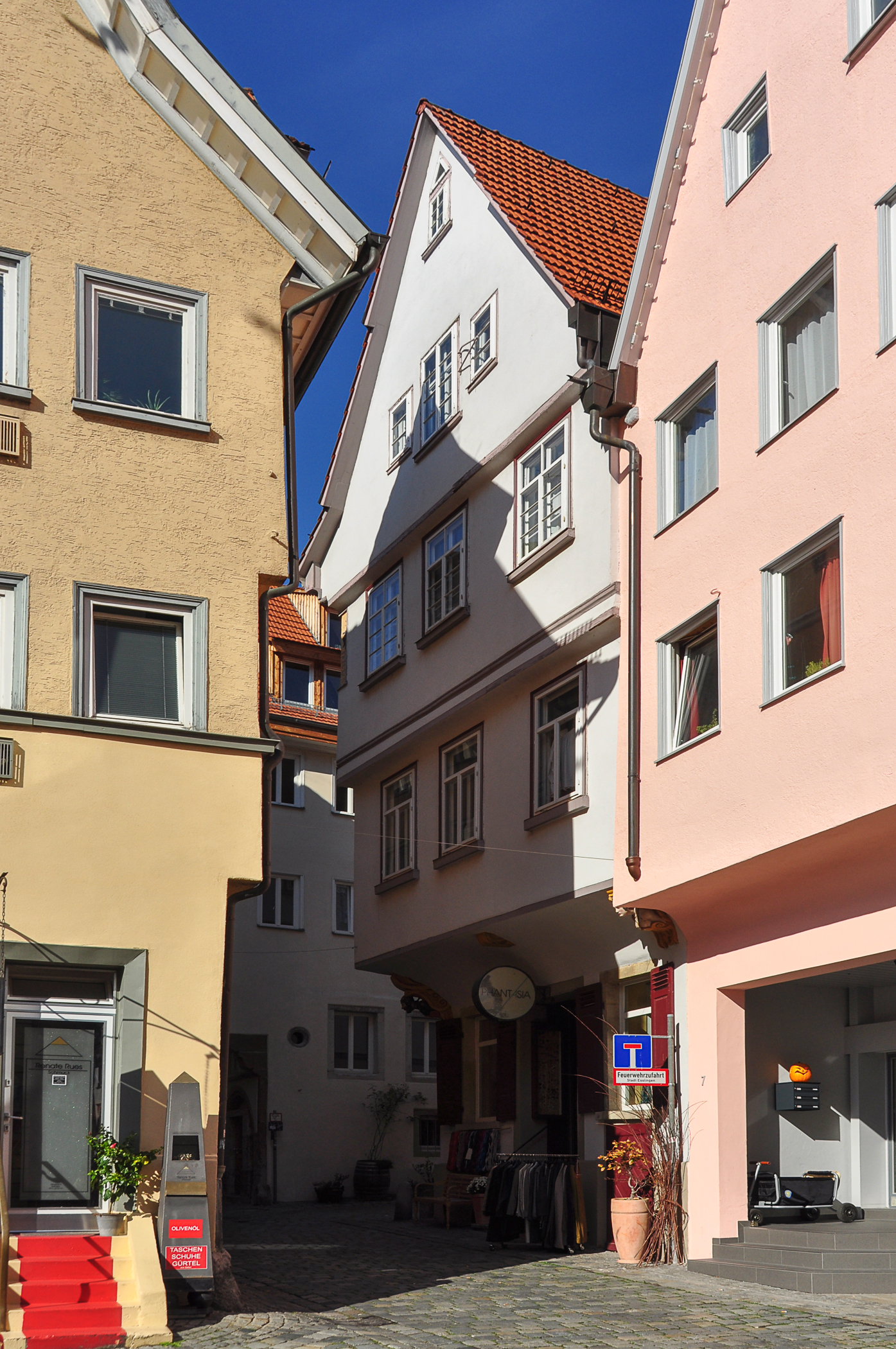
Apothekergasse in Esslingen am Neckar, in der Mitte Haus Nr. 13

Die Apothekergasse ist eine kurze Gasse im Zentrum der Stadt Esslingen am Neckar in Baden-Württemberg.
Sie zweigt von der Heugasse im Norden ab, um rechtwinklig nach Westen abknickend zum Rathausplatz zu führen. Die Keller der Bebauung reichen bis ins 13. Jahrhundert zurück. 
Straßenbildprägend sind die meistens traufständigen, dreigeschossigen Bürgerhäuser des 14. bis 17. Jahrhunderts. Die Fachwerkhäuser wurden im 19. Jahrhundert verputzt. 
Einzeldenkmäler sind folgende Gebäude:
- Apothekergasse 2: Wohn- und Geschäftshaus
- Apothekergasse 5: Gewölbekeller
- Apothekergasse 7: Wohn- und Geschäftshaus
- Apothekergasse 11: Wohnhaus
- Apothekergasse 13: Wohn- und Geschäftshaus